# Navadni jetrnik
Navadni jetrnik (znanstveno ime Hepatica nobilis) je zelnata trajnica, ki uspeva v gozdu ali na njegovih obronkih od nižin do gozdne meje. 
Visok je od 5 do 15 cm. Ima plazečo koreniko, ki se vrašča z gostim šopom korenin. Spomladi požene stebelce, kasneje pa še listi. Listi so prezimni, pritlični, z dogimi, dlakavimi peclji, trokrpi in usnjati. Listna ploskev je po zgornji strani zelena in spodaj rdečkasto rjava do vijoličasta. Cvetovi so posamični na treh dlakavih čašnih listih in temnordečem cvetnem steblu. Cvetovi imajo šest do deset cvetnih lističev, ki so lahko različno veliki, jajčaste oblike, večinoma so modri, redkeje pa rdeči ali beli. Pod cvetnim odevalom so trije vednozeleni, čaši podobni ovršni listi. V cvetu je množica prašnikov in številne srebrno dlakave plodnice. Po oploditvi se razvije mnogo enosemenskih oreškov s kratkim kljunom, ki jih mravlje raznašajo naokoli in skrbijo za razraščanje vrste.
Cvete od marca do aprila tudi maja odvisno od rastišča.
Navadni jetrnik je razžirjen v kolinskem in montanskem pasu ter v svetlih mešanih gozdovih. Redko ga najdemo v iglastih gozdovih.
Uspeva na rodovitnih, s humusom in listnim odpadom bogatih peščenih ali apnenčastih rastiščih. Vendar glede rastišč ni pretirano zahteven. Prijajo mu suha do sveža rastišča.